# Hisami Yokoyama
Pour les articles homonymes, voir Yokoyama.
Hisami Yokoyama est une karatéka japonaise surtout connue pour avoir remporté le titre de championne du monde en kata individuel féminin aux championnats du monde de karaté 1994 organisés à Kota Kinabalu, en Malaisie.

## Résultats
| Résultat      | Date | Épreuve         | Catégorie | Compétition                | Ville hôte                 |
| ------------- | ---- | --------------- | --------- | -------------------------- | -------------------------- |
| Médaille d'or | 1994 | Kata individuel | Seniors   | Championnats du monde 1994 | Kota Kinabalu, en Malaisie |